# Россия (русский народный ансамбль)
Ансамбль «Россия» — советский и российский музыкальный коллектив, созданный Людмилой Зыкиной. Полное название: «Государственный академический русский народный ансамбль „Россия“ имени Л. Г. Зыкиной».
В 1968 году, находясь на гастролях в США с оркестром имени Осипова, Людмила Зыкина встретила известного импресарио Соломона Юрока, который, под большим впечатлением от концерта, посоветовал Зыкиной создать собственный компактный коллектив в основном из солистов, но с аккомпаниаторскими функциями. Идея получила своё продолжение в Москве, где при участии музыканта Романа Мацкевича, ставшего «собирателем ансамбля», был сформирован первый состав коллектива. Дебютные гастроли будущего ансамбля прошли в США. Объехав почти всю страну, музыканты дали более 40 концертов в том числе и на сцене всемирно известного «Карнеги Холл» в Нью-Йорке. Эта поездка стала первым боевым крещением молодого коллектива и решила его судьбу. Теперь перед Людмилой Зыкиной стояла задача создать постоянно действующий и мобильный ансамбль, исполняющий произведения народного музыкального искусства. 
В 1977 году Зыкина создала Государственный академический русский народный ансамбль «Россия», художественным руководителем которого она являлась до самой смерти в 2009 году. С 1994 года ансамбль «Россия» носит звание академического.
В 2009 году Ансамблю «Россия» был передан Дом культуры «Железнодорожник», расположенный по адресу проезд Черепановых, д. 24, стр. 1.

## Руководители
- 1977—1993 — Гридин, Виктор Фёдорович (главный дирижер, народный артист РСФСР)[3]
- 1994—2004 — Николай Николаевич Степанов (главный дирижёр, заслуженный артист РФ)
- 2004—2009 — Анатолий Николаевич Соболев (главный дирижёр, народный артист России)
- 2010 — настоящее время — Дмитрий Сергеевич Дмитриенко (директор, художественный руководитель)[4]

## Награды
- Благодарность Правительства Российской Федерации (25 мая 2023 года) — за значительный вклад в подготовку и проведение Года культурного наследия народов России[5].